# Parabola della giara vuota
La parabola della giara vuota è una parabola di Gesù riportata soltanto dal Vangelo di Tommaso, 97.

## Autenticità
Gli studiosi del Jesus Seminar considerano la parabola della giara vuota come un probabile detto autentico di Gesù. Si notano paralleli con la parabola del lievito, che precede immediatamente quella della giara vuota nel Vangelo di Tommaso, e la parabola del granello di senape: in tutti e tre il Regno inizia con qualcosa di «non notevole, inatteso o modesto».

## Interpretazione
Vi sono diverse interpretazioni proposte per questa parabola. Potrebbe essere un avvertimento a non lasciare che il Regno, che secondo Tommaso 3 è «dentro e fuori di voi», scivoli via come il cibo perduto;potrebbe essere un semplice avvertimento contro la sicurezza in sé stessi.
La giara vuota potrebbe rappresentare una vita vuota: «le persone che vivono le loro vite nel mondo [...] portano giare che credono piene, ma scoprono, anche dopo tanta attività, che sono vuote».
Un'altra interpretazione è che la parabola si riferisca «all'arrivo impercettibile del Regno».
Un commentatore riporta il vuoto della giara in una luce positiva, sottolineando il contrasto tra l'immagine della giara vuota con il finale atteso della donna che trova una giara piena: un tale finale "positivo" sarebbe una «religiosità da fiaba», mentre «il vuoto nel mondo è ciò che è importante per la pienezza spirituale finale».